# Art Stolkey
Arthur Francis "Art" Stolkey (23 de octubre de 1920 - Scottsdale, Arizona, 31 de diciembre de 2013) fue un jugador de baloncesto estadounidense que disputó una temporada en la BAA y otra más en la PBLA. Con 1,85 metros de estatura, jugaba en la posición de base.

## Trayectoria deportiva

### Universidad
Jugó durante su etapa universitaria con los Titans de la Universidad de Detroit Mercy, convirtiéndose junto con Gino Sovran y Lee Knorek en los primeros jugadores de dicha institución en llegar a jugar en la BAA o la NBA. Fue el líder de anotación de su equipo en 1942.

### Profesional
En 1946 fichó por los Detroit Falcons de la recién creada BAA, con los que disputó la única temporada del equipo en la liga, promediando 4,4 puntos y 1,7 asistencias por partido. Al año siguiente fichó por los Grand Rapids Rangers de la PBLA, con los que promedió 2,7 puntos por partido.

#### Estadísticas en la BAA

##### Temporada regular
| Temporada | Edad | Equipo          | Liga | Pos. | P  | TIT | MIN | TC  | TCA | %TC  | 3P | 3PA | %3P | TL  | TLA | %TL  | R.OF. | R.DEF. | REB | ASIS | ROB | TAP | PER | FP  | PTS |
| 1946-47   | 26   | Detroit Falcons | BAA  |      | 23 |     |     | 1.6 | 7.1 | .220 |    |     |     | 1.3 | 1.9 | .682 |       |        |     | 1.7  |     |     |     | 3.1 | 4.4 |
| Total     |      |                 | BAA  |      | 23 |     |     | 1.6 | 7.1 | .220 |    |     |     | 1.3 | 1.9 | .682 |       |        |     | 1.7  |     |     |     | 3.1 | 4.4 |